# Libythea amaniana
Libythea amaniana är en fjärilsart som beskrevs av Shirôzu 1956. Libythea amaniana ingår i släktet Libythea och familjen praktfjärilar. Inga underarter finns listade i Catalogue of Life.